# Making Movies
Making Movies is het derde album van de rockband Dire Straits uit 1980. Het album bevat zeven tracks, waaronder de hits Tunnel of Love en Romeo and Juliet. Tijdens de opnames van het album stapte David Knopfler uit de band om een solocarrière te starten.

## Artiesten
- Mark Knopfler - vocalist, (hoofd)slaggitarist
- Roy Bittan - keyboard
- John Illsley - bassist, vocalist
- David Knopfler - slaggitarist
- Sid McGinnis - gitarist
- Pick Withers - drummer

## Tracks
| 1.                 | Tunnel of Love   | 8:05 |
| 2.                 | Romeo and Juliet | 5:50 |
| 3.                 | Skateaway        | 6:15 |
| 4.                 | Expresso Love    | 5:00 |
| 5.                 | Hand in Hand     | 4:46 |
| 6.                 | Solid Rock       | 3:17 |
| 7.                 | Les Boys         | 4:06 |
| Totale duur: 37:48 |                  |      |

Mark Knopfler · John Illsley
Guy Fletcher · Alan Clark · David Knopfler · Pick Withers · Hal Lindes · Terry Williams · Jack Sonni